# Jaime Ballestas
Jaime Ballestas (Caracas, Venezuela, 1 de octubre de 1937) es un abogado, escritor, humorista y fotógrafo venezolano, actualmente residenciado en Budapest aunque con una continua presencia en Venezuela. También es conocido como Otrova Gomas, el seudónimo que empezó a usar en sus primeros textos publicados en la revista Aplicación durante los días de bachillerato. Con el tiempo lo adoptaría permanentemente para sus columnas en la prensa, en los libros y actualmente en las redes sociales.
Como autor ha publicado una veintena de obras narrativas y es de los escritores de humor más reconocidos de Venezuela.

## Biografía

### Infancia y adolescencia
Nació en Caracas, Venezuela, el 1 de octubre de 1937. Hijo de Rafael Ballestas Peñaranda e Irma Capote Acosta. Los primeros años de su vida se desarrollaron en Caracas. A los 17 años, el temprano fallecimiento de su padre, un comerciante, industrial y periodista oriundo de Colombia, lo marcó profundamente, al punto de que años más tarde las reflexiones en torno a la muerte se desarrollarían en muchas de sus obras, tanto la humorística como la gráfica y filosófica.

### Formación
Jaime Ballestas estudió en el colegio Fray Luis de León y en el liceo Aplicación de Caracas. En 1957 ingresa a la Universidad Central de Venezuela, donde estudia en las escuelas de Derecho, graduándose de abogado, y Filosofía, carrera que no concluye por su mudanza al extranjero. Además de ser divemaster, cursó estudios de navegación para acreditarse como Patrón Deportivo.

### Actividad política
En 1959, Jaime Ballestas se incorpora a la juventud de Unión Republicana Democrática (URD), una organización política de centro izquierda. Hacia finales de 1963, viaja a Budapest para ejercer la Secretaría General Adjunta de la FMJD, un organismo juvenil internacional en el cual URD tenía asignado dicho cargo. Durante los tres años y medio que permaneció en la vicepresidencia de la organización, con sede en Budapest, Ballestas tuvo ocasión de visitar numerosos países de los cinco continentes.

### Actividad profesional
En el año 1966, luego de una breve residencia en Ginebra, regresa a Venezuela, donde por más de cuarenta años se dedica a ejercer su profesión de abogado en las áreas civil y mercantil. En esos años ejerce como profesor de Filosofía en colegios de bachillerato y de Derecho en el INCE (Instituto Nacional de Capacitación Educativa).

### Viajes
Paralelamente al ejercicio de la profesión y a pesar del crecimiento cada vez mayor de su actividad humorística, tanto en la prensa, las conferencias, como en libros y revistas, Ballestas regresa a su pasión juvenil por el submarinismo y la navegación a vela; esto le lleva a recorrer la mayoría de las islas del Caribe, el cruce del Atlántico y parte del océano Índico y Pacífico. El libro de fotografía submarina Mundo sin sombras (2001) recoge parte de esas aventuras marítimas en lugares y profundidades extremas.

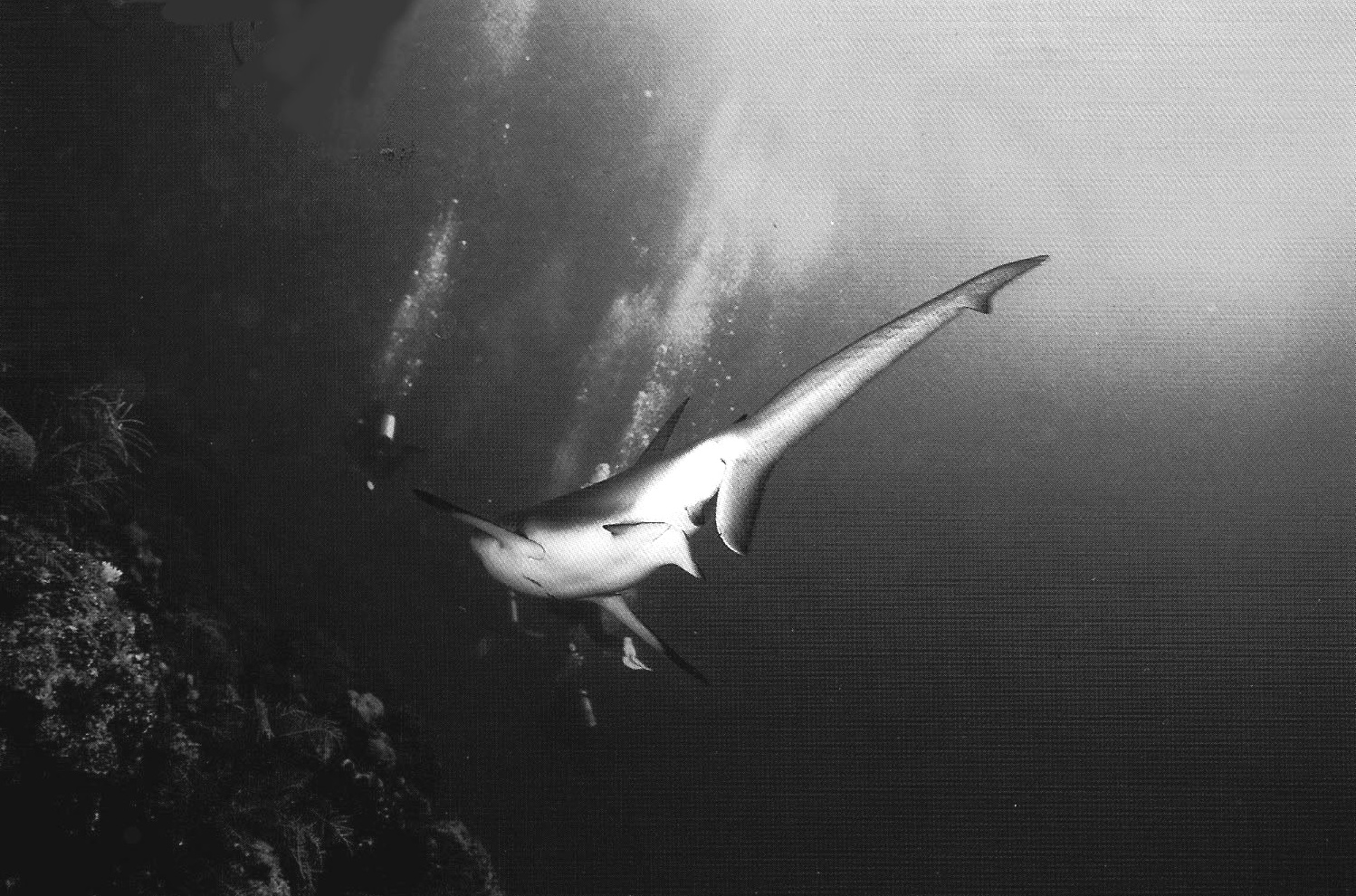
Shark in the Cook Island, Rarotonga reefs

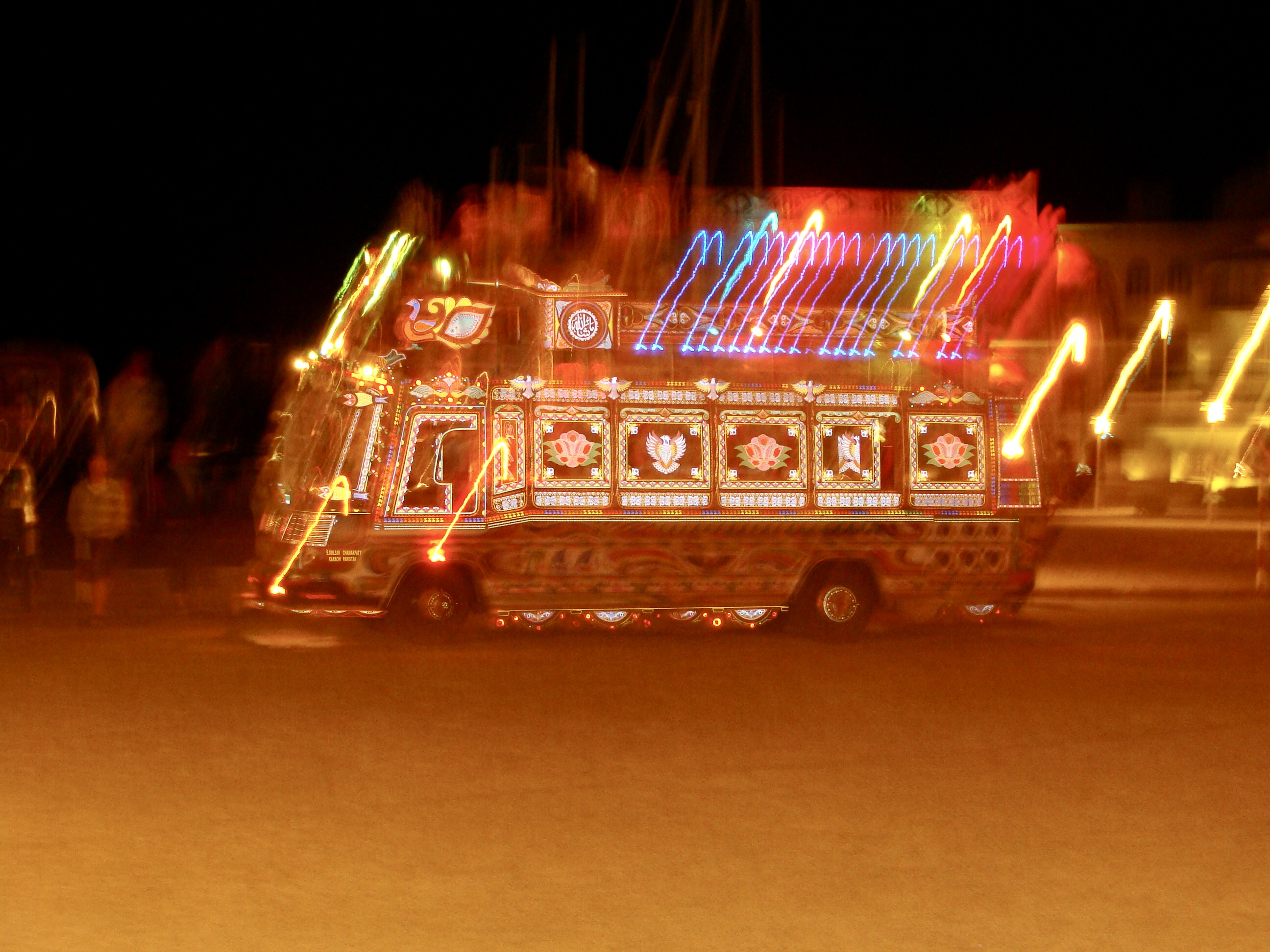

Viajero incansable, el autor ha recorrido más de ciento diez países, entre los cuales destacan sus viajes y exploraciones a la Antártida, al círculo polar ártico, y a desiertos y selvas de África, Australia y Latinoamérica.

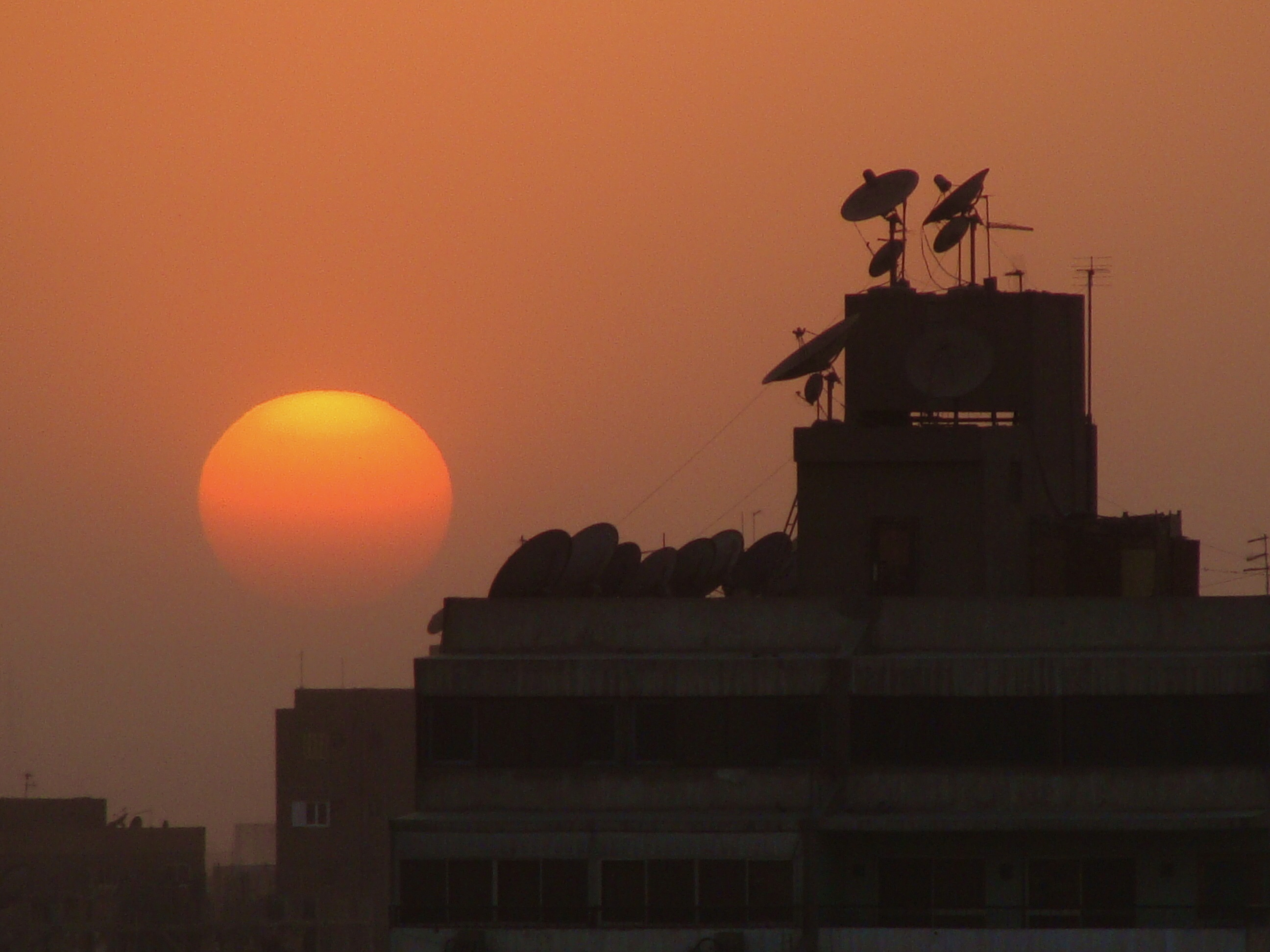
Sunset in Cairo

En 2003, decide retornar a Europa y radicarse en Hungría.

### Exposiciones fotográficas
La obra fotográfica de Jaime Ballestas se ha exhibido en cinco exposiciones individuales: El Carnaval de Venecia (Alianza Francesa, 1985), Puño y letra (Biblioteca Nacional de Venezuela, 1988), Fabricantes de sonrisas (Galería de Arte Nacional, 1992), Los domadores del verbo (Galería de Arte Nacional, 1994), Sonría, por favor (Galería Leo Blasini, 1996) y en varias muestras colectivas, entre las cuales destacan la de la Feria Internacional del Libro de Guadalajara (1995) y la Exposición Universal de Aichi, en Tokio (2005). Parte de su trabajo fotográfico actual se encuentra expuesto de manera permanente en la red social Instagram bajo el nombre otrova_von_gomas. Su labor fotográfica le ha sido reconocida con los siguientes galardones: Primer Premio de Fotografía Amateur Avecofa en 1988 y la Mención Honorífica de la International Photography Association en 1997.

## Carrera literaria

### Prensa
La narrativa humorística de Jaime Ballestas bajo el seudónimo Otrova Gomas es abundante y se ha dado a conocer gracias a una presencia constante en la prensa y en numerosas revistas venezolanas. Ha sido colaborador permanente de los diarios más importantes del país. Un trabajo que se inició en 1962 en El Nacional con una columna compartida con el escritor Luis Britto García, y para esa época, junto a este mismo autor, editaban un periódico mural universitario en la Escuela de Derecho denominado El Torturado, de gran acogida entre estudiantes y profesores de la Universidad. Cuando Ballestas entra en la Escuela de Filosofía, los dos humoristas acordaron continuarlo en esa escuela, cambiándole el nombre a Cero, también en formato de mural, pero de abierto tono filosófico y de humor negro. Estos trabajos iniciales se ampliaron con su colaboración en las columnas humorísticas de los suplementos semanales de El Nacional, pasando más tarde a los diarios Clarín, El Mundo, Tal Cual, El Diario de Caracas, Últimas Noticias y el Nuevo Herald de Miami.
Otrova Gomas también fue uno de los colaboradores habituales de las revistas Exceso, Cocina y Vino, Qué Leo, Tribuna Internacional, Viasar, Sala de Espera, y prácticamente en todas las publicaciones de humor que se editaron en Venezuela entre las décadas de los sesenta y ochenta, como La Pava Macha, El Infarto, El Gallo Pelón, La Saparapanda, Coromotico y El Sádico Ilustrado. En esta última formó parte del Comité de Redacción junto a Pedro León Zapata, emblemático caricaturista venezolano, junto a quien fue miembro de la Junta Directiva de la conocida Cátedra del Humor de la Universidad Central de Venezuela, proyecto dirigido por el mismo Zapata y en el que coincidían figuras del humor como Rubén Monasterios.

### Libros publicados
La obra humorística de Otrova Gomas empieza a editarse en libros a partir de 1978 y comprende los siguientes títulos: El hombre más malo del mundo (1978), El cofre de los reconcomios (1979), La miel del alacrán (1980), El terrorista (1982), El jardín de los inventos (1983), El caso de la araña de cinco patas (1984), Concierto subterráneo (1986), Historias de la noche (1989), Manual para reaccionarios (1990), Confesiones, invenciones y malas intenciones (1999), Divertimentos (2000), Fabricante de sonrisas (2002), Octavo sentido (2005), El virus del humor (2007), Laberintos peligrosos (2012), La cabalgata tenebrosa (2016). De ellos, La miel del alacrán fue traducido al inglés y se editó bajo el título The Scorpion’s Honey (2012). En húngaro apareció en 2008 una selección de sus relatos.
En otros géneros literarios Ballestas ha publicado en formato digital: No te mueras, por favor (2019), un libro sobre herencias y sucesiones; y en el área filosófica Veinte filósofos y su concepción de la muerte (2020), concluida y ya adelantada en la red social Facebook, al igual que Diccionario conceptual, un compendio de términos sobre la condición humana.
En el área fotográfica ha publicado los siguientes fotolibros: Carnaval (1995) Mundo sin sombras (2001) y Retratos selectos (2005).
Entre las casas editoriales que han editado su obra figuran Grupo Planeta, Oox Ediciones, Ediciones GE, la Academia Nacional de la Historia y Colección Medio Siglo en su serie Letra Viva de la Contraloría General de la República y Amazon.
Algunos de sus cuentos han sido adaptados al formato de cortometraje. Entre ellos, el director Josué Saavedra realizó una adaptación del relato «Atraco de altura» de su libro Laberintos peligrosos, para su corto homónimo, ganador de la categoría Mejor Cortometraje de los premios de la Academia de Ciencias y Artes Cinematográficas de Venezuela, en una ceremonia celebrada virtualmente el 6 de septiembre de 2020. Asimismo, el relato «El golpe perfecto» fue adaptado para un cortometraje de Rafael Straga Zué exhibido en la sesión Panorama del Festival Internacional de Cine de Berlín de 1997.
Actualmente sus trabajos se publican con regularidad en su blog y en redes sociales como Facebook, donde aparece como Jaime Ballestas, en Twitter y en Instagram bajo el seudónimo otrova_von_gomas.

## Obra

### Novela
- El terrorista (1982)
- El caso de la araña de cinco patas (1984)
- La cabalgata tenebrosa (2016)

### Relato
- El hombre más malo del mundo (1978)
- El cofre de los reconcomios (1979)
- La miel del alacrán (1980)
- El jardín de los inventos (1983)
- Concierto subterráneo (1986)
- Manual para reaccionarios (1990)
- Confesiones, invenciones y malas intenciones (1999)
- Octavo sentido (2005)
- El virus del humor (2007)
- Laberintos peligrosos (2012)

### Fotografía
- Carnaval (1995)
- Mundo sin sombras (2001)
- Retratos (2005)

### Antologías
- Historias de la noche (1989)
- Fabricantes de sonrisas (1992, como compilador)
- Divertimento (2000)

### Memorias
- La danza incesante (2024)